# Sturmio di Fulda
Sturmio, detto anche Sturmius o Sturmi (Lorch, 705 – Fulda, 17 dicembre 779), è stato il fondatore del monastero benedettino di Fulda nel 742 o nel 744.
Fu Abate di Fulda dal 747 al 779. Era probabilmente imparentato con gli Agilolfingi, Duchi di Baviera.

## Biografia
Sturm incontrò Wynfrith (Bonifacio) nel 735 circa, quando quest'ultimo si stava occupando della riorganizzazione delle chiese in Baviera ed in Austria (fondando i vescovati di Salisburgo, Ratisbona e Würzburg). Seguì Bonifacio e venne educato nel monastero benedettino di Friedeslar dall'abate san Wigberto. Fu un attivo missionario nel nord dell'Assia, dove nel 736 aveva stabilito la casa religiosa Haerulfisfeld (Hersfeld). Ordinato nel 740 a Fritzlar, venne istruito da san Bonifacio nel 744 con l'intento di stabilire un monastero nella regione di Eichloha, che era stato garantito a Bonifacio dal Maggiordomo dei Franchi, Carlomanno. In quel periodo conobbe colà anche Megingaudo di Würzburg. Sulle rovine di un campo reale merovingio del VI secolo distrutto cinquant'anni prima dai Sassoni, sul passaggio del fiume Fulda, Sturmio stabilì la fondazione del monastero.
Proseguendo gli studi al monastero di Cassino tra il 747 ed il 748, Sturmio venne nominato primo abate dell'Abbazia di Fulda da Bonifacio. Nel 751, Bonifacio ed il suo discepolo successore, san Lullo, ottennero l'esenzione per Fulda, avendola posta sotto la diretta autorità papale, senza che altri vescovi o principi potessero interferirvi. La morte di San Bonifacio, portò a seri conflitti con Lullo, ora vescovo di Magonza, e l'Abate Sturmio. Ad ogni modo, Sturmio prevalse sull'arcivescovo di Magonza e su quello di Utrecht nell'ottenere che Bonifacio, il cosiddetto "Apostolo di Germania", venisse sepolto a Fulda dopo il suo martirio, avvenuto nel 754 presso Dokkum in Frisia. Questo rese Fulda un grande centro di pellegrinaggio per molte popolazioni, inclusi gli anglo-sassoni, e ottenne per l'abbazia maggior prestigio e maggiori donazioni.
Sulla base di questi successi, Sturmio fu in grado di allontanare le pretese dei vescovi di Magonza e di Würzburg di invalidare l'esenzione dell'abbazia. Egli venne esiliato dal 763 al 765 a Jumièges (Normandia), ma venne riabilitato nel 765 dal re carolingio Pipino il Breve e nel 774 l'abbazia di Fulda ricevette la protezione reale da Carlo Magno. Nello stesso anno, a Fulda vennero assegnati alcuni territori nella regione della Sassonia, divenendo una testa di ponte della politica franca per cristianizzare le terre sassoni. Sturmio fondò l'abbazia di San Bonifacio a Hameln (Hamelin). Nel 779 accompagnò Carlo Magno in Sassonia, ma si ammalò e morì sulla via del ritorno a Fulda, il 17 dicembre 779, venendo sepolto poi nella cattedrale della città.

## Culto
Sturmio venne canonizzato nel 1139 da papa Innocenzo II. La sua vita viene ricordata nella Vita Sturmi, opera del quarto abate di Fulda, Eigilo († 822), un suo parente anch'egli monaco a Fulda per 20 anni sotto il governo di Sturmio.
La sua Memoria liturgica cade il 17 dicembre.